# NGC 7311
NGC 7311 é uma galáxia espiral (Sab) localizada na direcção da constelação de Pegasus. Possui uma declinação de +05° 34' 12" e uma ascensão recta de 22 horas, 34 minutos e 06,7 segundos.
A galáxia NGC 7311 foi descoberta em 30 de Agosto de 1785 por William Herschel.